# Нака-ку (Иокогама)

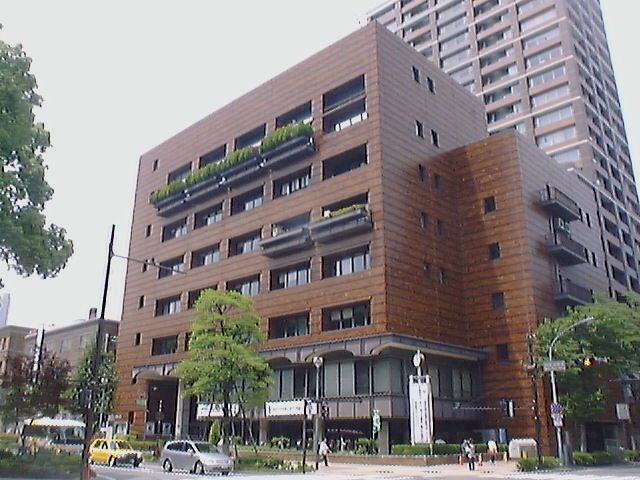
Мэрия района Нака

Нака-ку (яп. 中区) — один из 18 административных районов города Иокогама в префектуре Канагава, Япония. Район Нака-ку является местным торговым центром и старым главным деловым кварталом Иокогамы. В 2010 году население района составляло примерно 146 563 человек, а плотность населения — 7 030 человек на км². Общая площадь района составляла 20,86 км².

## География
Район Нака-ку находится в восточной части префектуры Канагава, а также к востоку от географического центра города Иокогама. Его название означает «центральный квартал». В низменности на севере района, которую обычно называют Каннай, расположены мэрия Иокогамы и офисы администрации префектуры Канагава. Центральная часть района Нака-ку, это возвышенность, известная как Яматэ. С давних пор там жилая застройка. Вдоль берега района лежат мелиорированные земли, на которых возведены портовые сооружения, часть комплекса Минато Мирай 21 и парк Ямасита. Здесь расположены популярные достопримечательности — маяк Марин-тауэр и корабль-музей «Хикава-мару». К югу расположены причалы, нефтеперерабатывающие заводы и центральный порт Иокогамы. Река Накамура, рукав реки Оока, пересекает северную часть района Нака-ку. Самые северная и южная точки района находятся на возвышенности.

### Соседние районы
- Ниси
- Минами
- Исого

## История

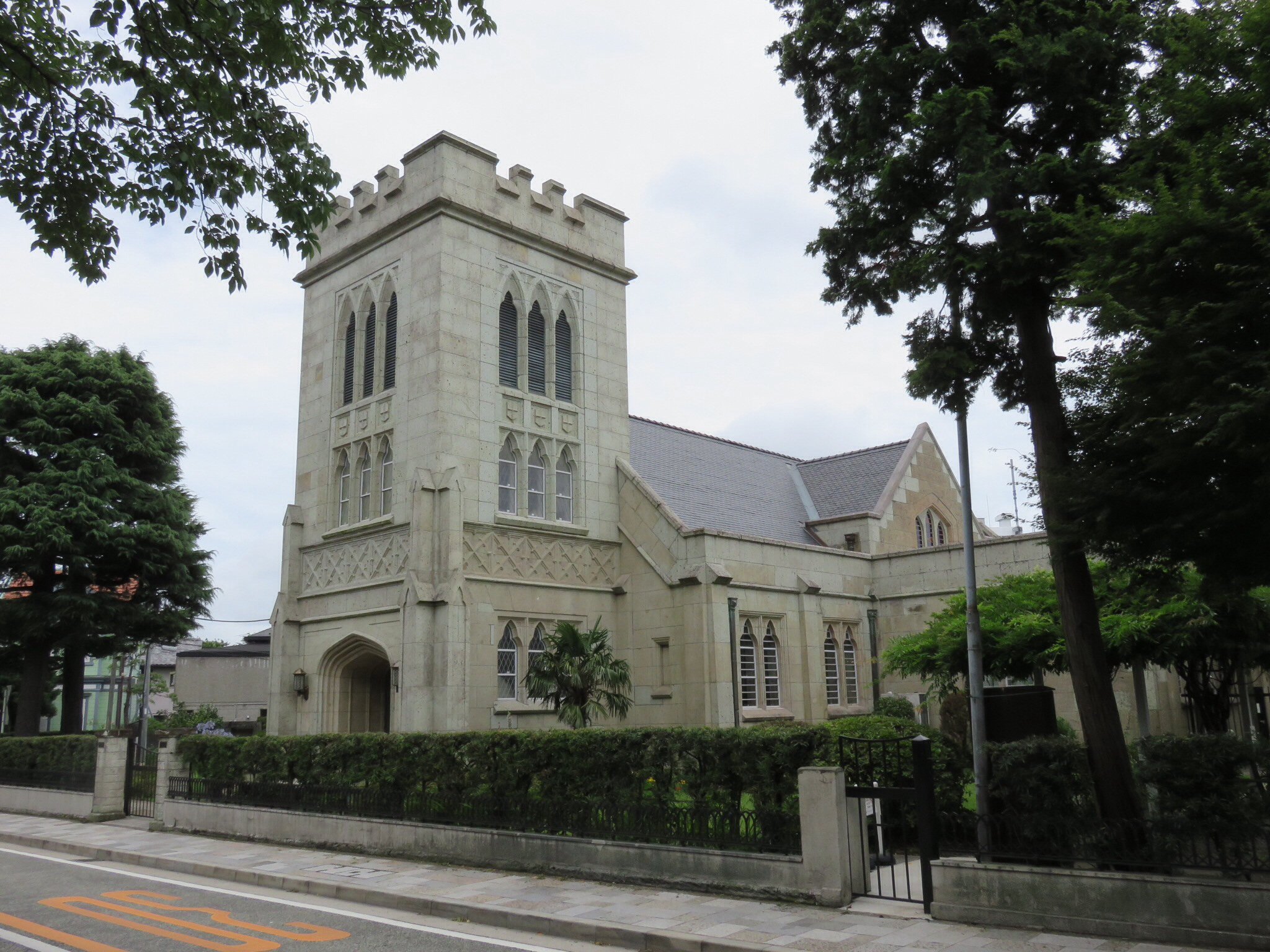
Англиканская церковь Христа в "иностранном поселении" Яматэ

В период Эдо современный район Нака-ку был частью территории тенрё в провинции Мусаси, которая контролировалась непосредственно сёгунатом Токугава, но управлялась через различные хатамото. В период Бакумацу, по Канагавскому договору были открыты порты и там, где сейчас район Нака-ку, в 1859 году разрешили селиться иностранцам. Вскоре здесь возникло «иностранное поселение» Яматэ. В 1968 году тут основали Китайский квартал Иокогамы. Деление Иокогамы на современные районы было сделано 10 октября 1927 года, после реставрации Мейдзи.
В этом районе Исторический архив Иокогамы, посвященный истории отношений между Японией и внешним миром.

## Спортивные сооружения
В Нака-ку находится Бейсбольный стадион «Иокогама» на котором в 2021 году проходили соревнования летних Олимпийских игр по бейсболу и софтболу.